# Буу!
«Буу!» (англ. Boo) — американский фильм ужасов 2005 года режиссёра Энтони Ферранте.

## Сюжет
Группа парней и девушек решает провести грядущий Хэллоуин как-нибудь особенно, для чего отправляется на территорию заброшенной больницы, где, по слухам, обитают самые настоящие привидения. Помимо прочих, в состав группы входит девушка Джесси, которая несколько лет назад потеряла мать и, к тому же, обладает паранормальными способностями. Попутно указанной компании в больницу пробирается Аллан, который ищет свою пропавшую сестру Мег, также намеревавшуюся пойти сюда с друзьями. Компания поднимается на третий этаж, ранее служивший отделением для душевнобольных пациентов, а затем оказывается в западне. К жизни пробуждаются населяющие больницу привидения.

## В ролях
| Актёр            | Роль                             |
| ---------------- | -------------------------------- |
| Триш Корен       | Джесси Холден                    |
| Рэйчел Харланд   | Синди                            |
| Жилон ВанОвер    | Кевин                            |
| Хэппи Мэхэни     | Эмметт                           |
| Ширлен Куигли    | Хони                             |
| Элги Хэмилтон    | Count Pimpula                    |
| Диг Уэйн         | Arlo Ray Baines / Dynamite Jones |
| Розамария Хуарес | Луиза                            |
| Майкл Самлук     | Аллан                            |
| Ракель Мелвин    | Мег                              |
| Ди Уоллес        | сестра Рассел                    |

## Номинации
Номинация на премию Академии научной фантастики, фэнтези и фильмов ужасов за лучшее DVD-издание фильма.